# Waldeck (Grünheide (Mark))
Waldeck ist ein Wohnplatz der Gemeinde Grünheide (Mark) im Landkreis Oder-Spree in Brandenburg.

## Geografische Lage
Der Wohnplatz liegt am nordwestlichen Ufer des Peetzsees und damit in unmittelbarer Nähe zum Gemeindezentrum, das sich östlich hiervon befindet. Am gegenüberliegenden Ufer befindet sich der Wohnplatz Schlangenluch, nordöstlich der Gemeindeteil Altbuchhorst.

## Geschichte
Waldeck erschien in den Akten als Ansiedlung im Jahr 1927, dort lebten zu dieser Zeit 29 Personen (1925).